# Salentinella franciscoloi
Salentinella franciscoloi is een vlokreeftensoort uit de familie van de Salentinellidae. De wetenschappelijke naam van de soort is voor het eerst geldig gepubliceerd in 1953 door Ruffo.